# Weinberg (Perleberg)
Der Weinberg (auch: die Weinberge) ist mit 83 m die höchste Erhebung der Stadt Perleberg.

## Geographie

### Lage und Umgebung
Der Weinberg ist eine längliche Erhebung im Norden der Stadt Perleberg. Er erstreckt sich in nordnordöstlicher Richtung zwischen dem Wohnplatz Perlhof und dem Ortsteil Groß Buchholz.
Im Osten verläuft die Reetzer Straße, die den Weinberg vom nordöstlich gelegenen Golmer Berg abgrenzt. Südöstlich fließt die Stepenitz. Im Süden trennt die Perle den Weinberg vom Galgenberg. An der Westseite des Weinbergs führte die Westprignitzer Kreisringbahn entlang. Heute zeichnet sich der Streckenverlauf noch durch einen Waldweg ab, welcher den Weinberg von den Klüssenbergen separiert.

### Höhe
Der Weinberg besitzt mehrere Kuppen, daher auch die ebenfalls gebräuchliche Bezeichnung Weinberge. Der höchste Punkt liegt 83 Meter über dem Meeresspiegel und erhebt sich damit etwa 50 Meter über die Niederung der Stepenitz.

### Flora und Fauna
Der Weinberg ist heute überwiegend bewaldet.
Ein kleiner Teil des Weinbergs ist als Naturschutzgebiet Der Weinberg bei Perleberg ausgewiesen. Der Beschluss dazu wurde am 11. März 1971 vom Bezirkstag Schwerin gefasst. Das Naturschutzgebiet umfasst etwa 7 Hektar.

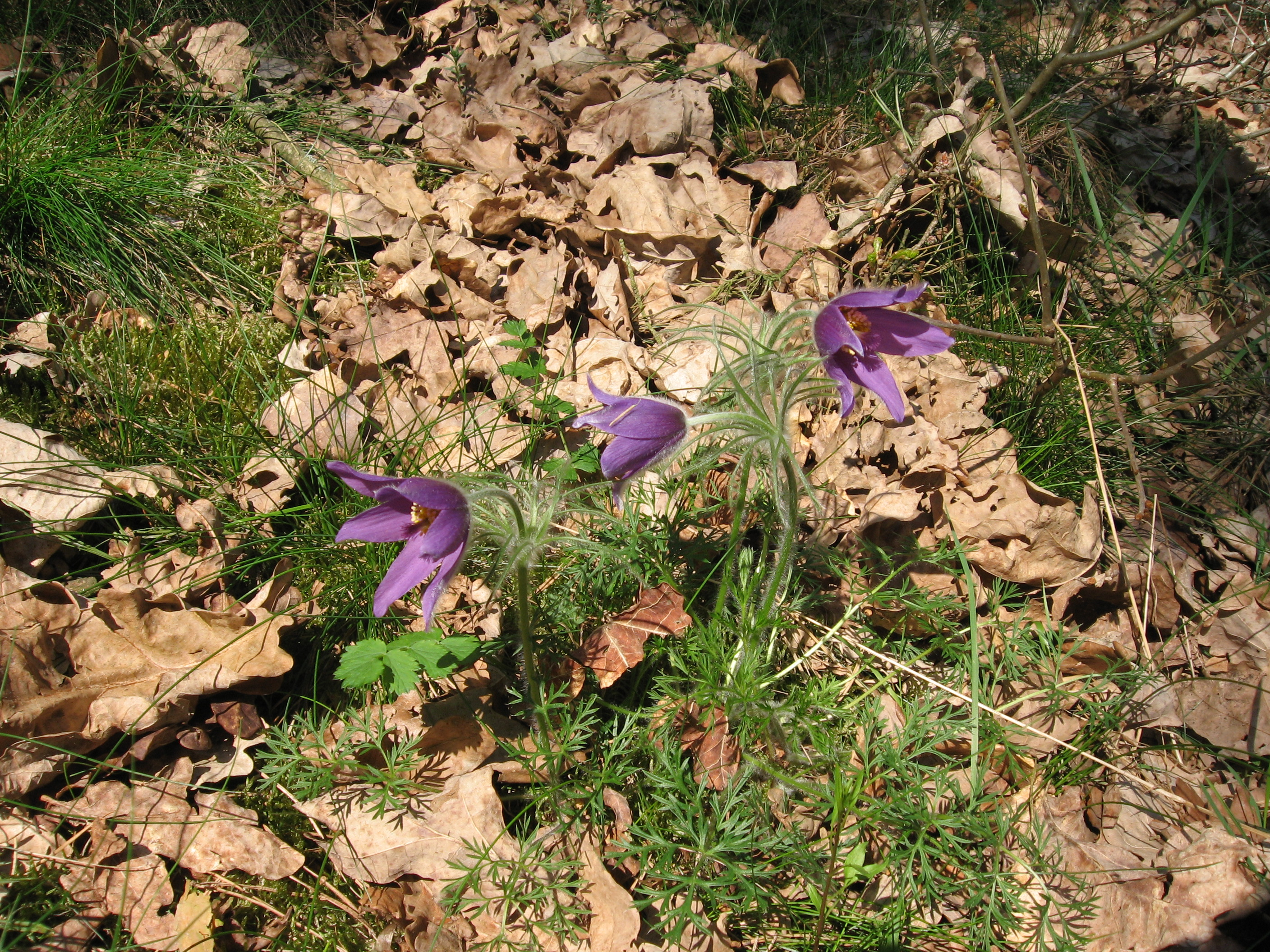
Kuhschelle auf dem Weinberg

Im Naturschutzgebiet kommen zahlreiche seltene und geschützte Pflanzen vor, darunter die Gewöhnliche Kuhschelle und die Wiesen-Kuhschelle.
Der Weinberg ist in das 125,7 Hektar umfassende Fauna-Flora-Habitat Weinberge–Klüssenberge bei Perleberg und in das Landschaftsschutzgebiet Osergebiet bei Perleberg eingebunden.

## Geschichte
Zahlreiche Gruben verschiedener Größe erinnern daran, dass der Weinberg historisch als Quelle von Baumaterial (Kies) genutzt wurde. Der Kiesabbau erklärt auch, wieso der Weinberg eine für das Altmoränenland der Prignitz atypisch hohe Reliefenergie aufweist.
Bis ins 19. Jahrhundert weideten Schafe am Weinberg.
Vor dem Zweiten Weltkrieg wurde der Weinberg als Segelfluggelände genutzt.

### Entstehung des Namens
Der Name des Berges kommt daher, dass ab Mitte des 16. Jahrhunderts an seinem Südhang Weinanbau betrieben wurde. Heute wird der Berg nicht mehr zu diesem Zweck genutzt. Da der Weinberg mehrere Kuppen aufweist, ist auch die Bezeichnung die Weinberge gebräuchlich.

## Denkmäler

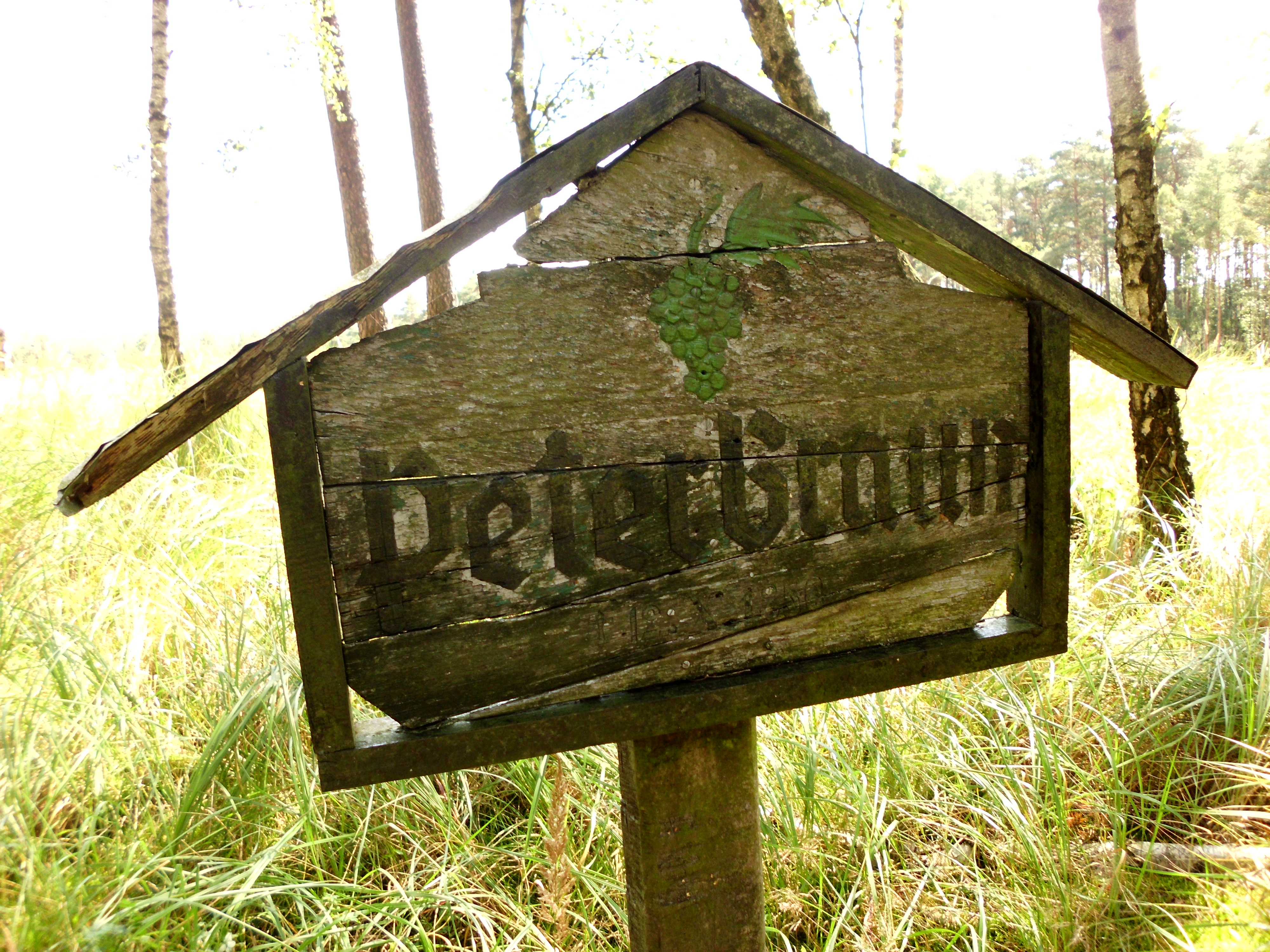
Gedenkschild für Peter Braun

Im nördlichen Teil des Weinbergs liegt das Grab des am 12. Oktober 1850 auf dem nahen Galgenberg unschuldig hingerichteten Peter Braun.
Im südlichen Teil des Weinberges findet sich ein schlecht erhaltenes Schlageter-Denkmal.